# گانتاکوریوم کلراید
گانتاکوریوم کلراید (انگلیسی: Gantacurium chloride) یک داروی آزمایشی انسداد عصبی-عضلانی یا شل کننده عضله اسکلتی در دسته داروهای مسدودکننده عصبی-عضلانی غیر دپلاریزان است که به صورت کمکی در بیهوشی جراحی برای تسهیل لوله گذاری داخل تراشه و ایجاد آرامش عضلات اسکلتی در حین جراحی یا تهویه مکانیکی استفاده می شود. گانتاکوریوم هنوز برای استفاده گسترده بالینی در دسترس نیست:.